# Rabah Madjer
Pour les articles homonymes, voir Madjer.
Mustapha Rabah Madjer, né le 15 décembre 1958 à Alger, est un footballeur international algérien devenu entraîneur. Durant sa carrière de joueur, entre 1974 et 1992, il évolue au poste d'attaquant ou meneur de jeu. Entre 1993 et 2018, il a été plusieurs fois sélectionneur de l'Équipe d'Algérie.
Il est considéré selon l'IFFHS comme l'un des plus grands joueurs de l'histoire du football africain et même mondial. Doté d'une vitesse de jeu incroyable, il remporte de nombreux titres, tant avec l'Équipe d'Algérie qu'avec les clubs où il a joué, comme les NA Hussein Dey, le FC Porto et le Qatar SC. Il a été nommé meilleur joueur de l'année au moins une fois dans chaque championnat où il a évolué.
Madjer est selon l'IFFHS aussi, l'un des 100 meilleurs joueurs de l'histoire du football. Il est un des cinq Africains qui font partie du classement, les quatre autres étant respectivement George Weah, Roger Milla, Abedi Pele et son compatriote Lakhdar Belloumi. Il est désigné meilleur joueur arabe de tous les temps par l'Al-Ittihad en 2003. Il est cité parmi les 125 meilleurs joueurs mondiaux encore vivants en 2004. Il est nommé meilleur joueur africain de l'année par la Confédération africaine de football (CAF), en 1987, et trois fois nommé dans le top 3 en 1985, en 1987, et en 1990.
Connu pour sa qualité technique ainsi que sa qualité de passes et de dribbles, il a évolué en tant qu'attaquant en Algérie et dans plusieurs clubs européens et remporte notamment une Coupe des clubs champions avec le FC Porto face au Bayern Munich en 1987. C'est notamment durant cette finale qu'il marque un but d'une talonnade, geste technique qui porte désormais son nom, une madjer.
Sélectionné à 86 reprises et 28 fois buteurs, capitaine de l'équipe d'Algérie, Madjer s'illustre principalement au niveau international lors de la Coupe du monde de 1982 où il marque un but contre l'Allemagne lors d'une victoire 2 buts à 1, première victoire d'une équipe africaine sur une sélection européenne en phase finale de coupe du monde. Lors de la CAN 1990, Madjer est sacré champion d'Afrique, première victoire de sa sélection dans cette compétition. Il met un terme à sa carrière à la suite de la CAN 1992, où sa sélection est éliminée au premier tour.

## Biographie

### Jeunesse à Alger
Rabah Madjer naît à Alger, issue d'une famille modeste et nombreuse. Son père, fleuriste, est originaire d'une localité située entre Tigzirt et Dellys[réf. nécessaire]. Depuis tout petit, Rabah Madjer était fasciné par le football, et avait pour idole Johan Cruyff qui jouait à cette époque à l'Ajax Amsterdam et la sélection Hollandaise. Lui et son frère Mohamed jouaient souvent dans un terrain insalubre qui se trouve à Ighil Qus, aujourd'hui, modernisé, ce terrain est devenu un centre sportif de proximité (CSP), à l'origine, Madjer joue au poste de gardien, et son frère Mohamed quant à lui attaquant, mais par la suite Madjer change de poste et devient attaquant.
Rabah Madjer estime que son frère Mohamed était plus talentueux que lui, il dira sur So Foot :

« Mohamed était très élégant, c’était un gaucher. Il était d’une élégance extraordinaire. Mais le destin m’a choisi moi au lieu de le choisir lui. Il aurait pu faire une grande carrière, mais il n’était peut-être finalement pas intéressé. J’ai pris la suite, j’étais ambitieux, je voulais réussir. »

Puis, l'enfant prodige d'Alger, à l'âge de 12 ans, fait des tests et signe au club algérois de Onalait Hussein Dey qui est le centre recrutement du clubs algérois le Nasr Athletic Hussein Dey (NAHD), déjà jeune, les formateurs voyaient en Madjer d’énormes qualités malgré son jeune âge; à cette époque Rabah Madjer, surpasse tous les jeunes de sa catégorie que ce soit en U15 ou en U17, plusieurs clubs algériens dont des cadors comme l'USM Alger, le MC Alger et le grand JS Kabylie, finalement Madjer reste dans son club formateur pour passer sa première année pro.

### En club

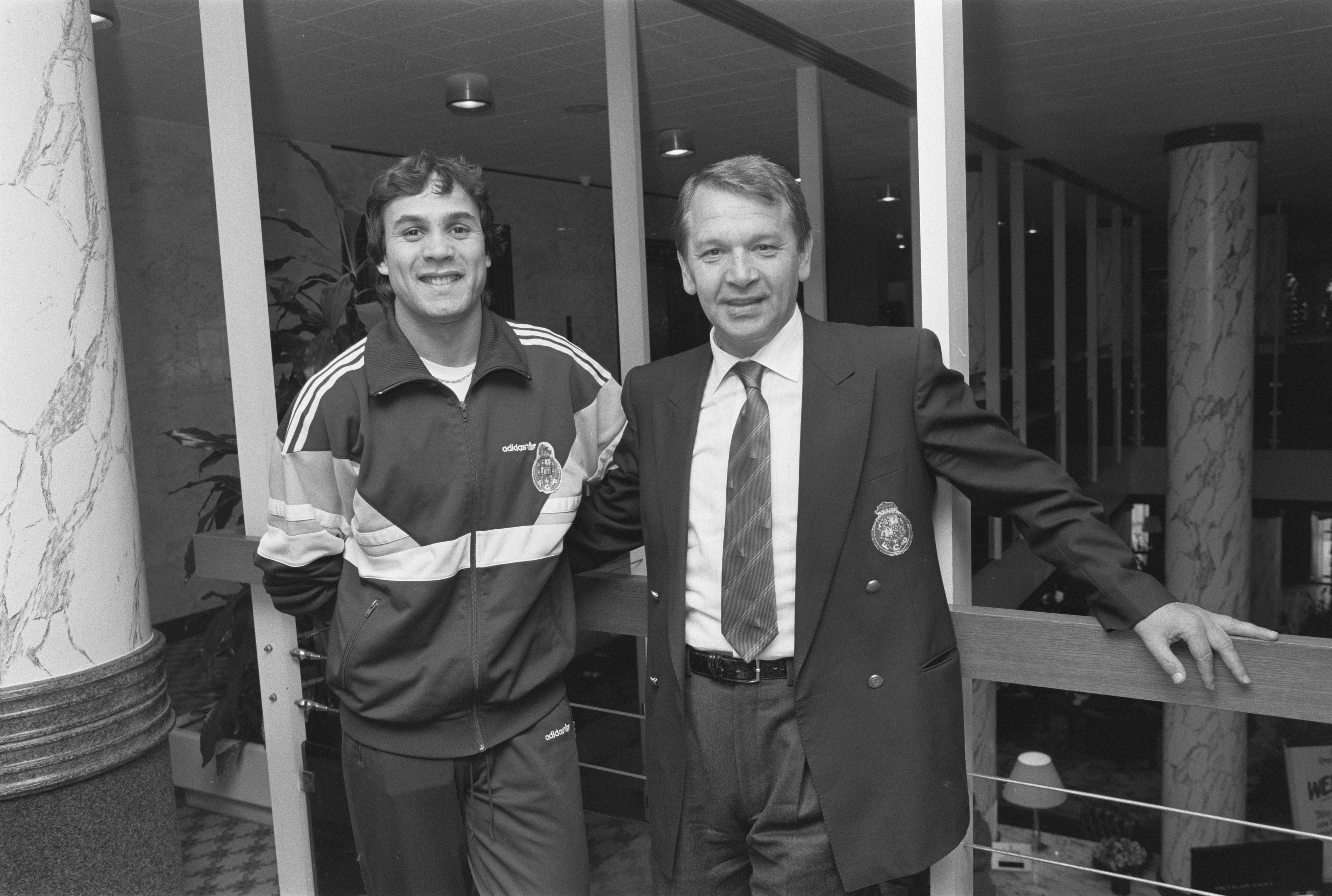
Madjer aux côtés de son entraineur la veille du match contre l'Ajax Amsterdam.

Rabah Madjer fait ses débuts dans le club du NAHD. Le club remporte la Coupe d’Algérie en 1978-1979 et atteint la finale de la Coupe d'Afrique des vainqueurs de coupe,.
En 1983, Madjer poursuit sa carrière en Europe. Il est recruté par le RC Paris, qui évolue alors en 2e division. Le club remonte en 1re division à l'issue de la saison 1983-1984, durant laquelle l'attaquant algérien inscrit 20 buts en 27 rencontres. Il évolue ensuite au FC Tours et est transféré au FC Porto en 1986 où il a joué 108 matches et inscrit 50 buts.
En 1987, le club portugais remporte la Coupe des clubs champions face au Bayern Munich. Durant la finale, Madjer inscrit un but d'une talonnade, le nom « Madjer » étant depuis utilisé pour qualifier ce geste. Lors de cette rencontre, il donne une passe décisive pour son coéquipier Juary. Le FC Porto dispute la Coupe intercontinentale face au CA Peñarol, vainqueur de la Copa Libertadores. Madjer inscrit le but vainqueur durant la prolongation. Au terme de la saison, l'attaquant reçoit le Ballon d'or africain, qui récompense le meilleur joueur de football africain de l'année.
Madjer effectue un bref passage dans le championnat d'Espagne au Valence CF où il a joué 14 matches et inscrit 4 buts, avant de retourner à Porto. Il rejoint ensuite le Qatar pour signer au Qatar SC pour la saison 1991-1992 où il met un terme à sa carrière de joueur.
Madjer a effectué un court passage dans le club algérien d'Ain-Salah.

### En équipe d'Algérie

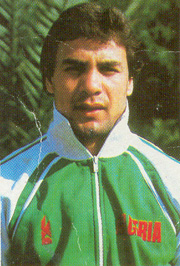
Madjer lors du Mondial 86.

Madjer compte 86 sélections en équipe d'Algérie. Il a marqué 28 buts sous le maillot national. Il honore sa première sélection durant les Jeux africains de 1978. Deux années après, il prend part au tournoi de football des Jeux olympiques, durant lequel l'Algérie atteint les quarts de finale. Au premier tour, il signe un but face à la Syrie,.
Madjer dispute deux Coupes du monde avec l'Algérie. En 1982, l'attaquant est titulaire lors des trois matches disputés par sa sélection au premier tour. Il ouvre la marque lors de la rencontre opposant l'Algérie à l'Allemagne de l'Ouest, match remporté par les « Verts » sur le score de 2-1. Pour sa première participation, l'Algérie est éliminée à la différence de buts. Madjer est également titulaire en 1986, il dispute les trois matches du premier tour. Madjer prend part à la Coupe d'Afrique des nations 1990, organisée en Algérie. Il est nommé capitaine de l'équipe d'Algérie, qui remporte le tournoi en battant le Nigeria en finale. Il est élu meilleur joueur du tournoi.

### Carrière d'entraîneur
Rabah Madjer est nommé sélectionneur national en décembre 1993. La sélection algérienne étant en mauvaise passe à la suite de son élimination précoce de la CAN 1992, éliminée lors des qualifications à la Coupe du monde 1994 et disqualifiée de la CAN 1994 par la Confédération Africaine de Football. Les résultats obtenus lors des matchs de qualifications à la CAN 1996, disputé à partir de septembre 1994, jugés décevants, et un discours qui n'est pas compris par ses joueurs provoquent son remplacement en 1995 avant la fin des éliminatoires « pour insuffisance de résultats ». Le bilan après cette première période est de 9 matchs disputés dont 8 rencontres officielles, 2 victoires, 4 nuls et 3 défaites.
Il retourne au Portugal afin d'entraîner les équipes de jeunes du FC Porto.
Par la suite il sera rappelé une nouvelle fois par la fédération de football algérienne pour la période de mars 1996 à juin 1996.
Il est nommé brièvement sélectionneur national en 1999 mais quitte ses fonctions à l'issue d'une séquence au cours de laquelle il déchire son contrat.
Après un passage au Qatar, où il entraîne le club d'al-Wakrah, il occupe de nouveau le poste de sélectionneur national entre 2001 et 2002. Lors de la Coupe d'Afrique des nations 2002, l'Algérie est éliminée au premier tour. En décembre 2005, il prend la succession de Luis Fernandez à la tête du club qatari d'al-Rayyan, mais est remercié au bout de quelques mois.
Le 18 octobre 2017, il est nommé sélectionneur des Fennecs,. Il succède à Lucas Alcaraz, limogé à la suite de son échec à qualifier la sélection lors des éliminatoires à la Coupe du monde 2018. Il est assisté par l'ancien sélectionneur Meziane Ighil et Djamel Menad. Pour leur part, les anciens sélectionneurs Rabah Saâdane et Boualem Charef sont respectivement nommés DTN et DEN. Le 11 novembre, lors du match contre le Nigeria, la sélection fait un match nul (1-1). Mais le Nigeria se voit finalement sanctionner par la FIFA pour avoir aligné un joueur suspendu lors du match, l'Algérie remporte donc le match par forfait (3-0) et termine les éliminatoires avec quatre points et Madjer gagne son premier match sous les couleurs des Verts. L'Algérie subit quatre défaites d'affilée en matchs amicaux à partir du printemps 2018 contre l'Iran (1-2), l'Arabie saoudite (0-2), le Cap-Vert (2-3) et le Portugal (0-3). Il est alors vertement critiqué et décrié par les journalistes sportifs, mais annonce qu'il ne démissionnera pas. Il sera limogé en juin 2018. Djamel Belmadi lui succède.

### Condamnation
En juin 2022, Rabah Madjer est condamné à six mois de prison ferme pour de fausses déclarations comptables,.

## Statistiques
| Saison                | Club                  | Championnat           | Championnat | Championnat | Coupe(s) nationale(s) | Coupe(s) nationale(s) | Supercoupe | Supercoupe | Compétition(s) continentale(s) | Compétition(s) continentale(s) | Compétition(s) continentale(s) | Autres compétitions | Autres compétitions | Autres compétitions | Total | Total |
| Saison                | Club                  | Division              | M.          | B.          | M.                    | B.                    | M.         | B.         | Comp.                          | M.                             | B.                             | Comp.               | M.                  | B.                  | M.    | B.    |
| 1977-1978             | MA Hussein Dey        | 1                     | -           | -           | -                     | -                     | -          | -          | C2                             | 6                              | 1                              | -                   | -                   | -                   | 6     | 1     |
| 1978-1979             | MA Hussein Dey        | 1                     | -           | -           | -                     | -                     | -          | -          | -                              | -                              | -                              | -                   | -                   | -                   | 0     | 0     |
| 1979-1980             | MA Hussein Dey        | 1                     | -           | -           | -                     | -                     | -          | -          | C2                             | 4                              | 3                              | -                   | -                   | -                   | 4     | 3     |
| 1980-1981             | MA Hussein Dey        | 1                     | -           | -           | -                     | -                     | -          | -          | -                              | -                              | -                              | -                   | -                   | -                   | 0     | 0     |
| 1981-1982             | MA Hussein Dey        | 1                     | -           | -           | -                     | -                     | -          | -          | -                              | -                              | -                              | -                   | -                   | -                   | 0     | 0     |
| 1982-1983             | MA Hussein Dey        | 1                     | -           | -           | -                     | -                     | -          | -          | -                              | -                              | -                              | -                   | -                   | -                   | 0     | 0     |
| 1983-1984             | RC Paris              | 2                     | 27          | 20          | -                     | -                     | -          | -          | -                              | -                              | -                              | BP                  | 5                   | 0                   | 32    | 20    |
| 1984-1985             | RC Paris              | 1                     | 23          | 3           | 5                     | 2                     | -          | -          | -                              | -                              | -                              | -                   | -                   | -                   | 28    | 5     |
| 1984-1985             | FC Tours (prêt)       | 1                     | 7           | 2           | -                     | -                     | -          | -          | -                              | -                              | -                              | -                   | -                   | -                   | 7     | 2     |
| 1985-1986             | FC Porto              | 1                     | 19          | 12          | 2                     | 1                     | 2          | 0          | C1                             | 0                              | 0                              | -                   | -                   | -                   | 23    | 13    |
| 1986-1987             | FC Porto              | 1                     | 20          | 6           | 6                     | 4                     | 1          | 1          | C1                             | 6                              | 3                              | -                   | -                   | -                   | 33    | 14    |
| 1987-1988             | FC Porto              | 1                     | 11          | 10          | 0                     | 0                     | -          | -          | C1                             | 4                              | 4                              | CI+SC               | 1+0                 | 1+0                 | 16    | 15    |
| 1987-1988             | Valence CF (prêt)     | 1                     | 14          | 4           | 0                     | 0                     | -          | -          | -                              | -                              | -                              | -                   | -                   | -                   | 14    | 4     |
| 1988-1989             | FC Porto              | 1                     | 24          | 6           | 2                     | 3                     | 0          | 0          | C1                             | 3                              | 1                              | -                   | -                   | -                   | 29    | 10    |
| 1989-1990             | FC Porto              | 1                     | 26          | 13          | 1                     | 1                     | -          | -          | C3                             | 6                              | 2                              | -                   | -                   | -                   | 33    | 16    |
| 1990-1991             | FC Porto              | 1                     | 8           | 1           | 0                     | 0                     | 1          | 0          | C1                             | 4                              | 4                              | -                   | -                   | -                   | 13    | 5     |
| 1991-1992             | Qatar SC              | 1                     | 10          | 8           | -                     | -                     | -          | -          | -                              | -                              | -                              | -                   | -                   | -                   | 10    | 8     |
| Total sur la carrière | Total sur la carrière | Total sur la carrière | 196         | 87          | 16                    | 11                    | 4          | 1          | -                              | 33                             | 18                             | -                   | 6                   | 1                   | 255   | 118   |

## En sélection nationale
| Saison                | Sélection             | Phases finales                    | Phases finales | Phases finales | Éliminatoires CDM | Éliminatoires CDM | Éliminatoires CAN | Éliminatoires CAN | Éliminatoires JO | Éliminatoires JO | Matchs amicaux | Matchs amicaux | Total | Total |
| Saison                | Sélection             | Compétition                       | M              | B              | M                 | B                 | M                 | B                 | M                | B                | M              | B              | M     | B     |
| --------------------- | --------------------- | --------------------------------- | -------------- | -------------- | ----------------- | ----------------- | ----------------- | ----------------- | ---------------- | ---------------- | -------------- | -------------- | ----- | ----- |
| 1977-1978             | Algérie               | -                                 | -              | -              | -                 | -                 | -                 | -                 | -                | -                | 1              | 0              | 1     | 0     |
| 1978-1979             | Algérie               | -                                 | -              | -              | -                 | -                 | -                 | -                 | -                | -                | 1              | 0              | 1     | 0     |
| 1979-1980             | Algérie               | CAN 1980 + JO 1980                | 5+4            | 0+1            | 2                 | 1                 | -                 | -                 | -                | -                | -              | -              | 11    | 2     |
| 1980-1981             | Algérie               | -                                 | -              | -              | 3                 | 1                 | 2                 | 2                 | -                | -                | 1              | 0              | 6     | 3     |
| 1981-1982             | Algérie               | CAN 1982 4e + Coupe du monde 1982 | 5+3            | 0+1            | 1                 | 1                 | 2                 | 2                 | -                | -                | 4              | 2              | 15    | 6     |
| 1982-1983             | Algérie               | -                                 | -              | -              | -                 | -                 | 2                 | 3                 | 2                | 1                | 1              | 0              | 5     | 4     |
| 1983-1984             | Algérie               | CAN 1984                          | 4              | 1              | -                 | -                 | 2                 | 1                 | 2                | 0                | 2              | 0              | 10    | 2     |
| 1984-1985             | Algérie               | -                                 | -              | -              | 4                 | 1                 | -                 | -                 | -                | -                | 2              | 0              | 6     | 1     |
| 1985-1986             | Algérie               | CAN 1986 + Coupe du monde 1986    | 2+3            | 1+0            | 2                 | 2                 | 1                 | 1                 | -                | -                | 1              | 0              | 9     | 4     |
| 1986-1987             | Algérie               | -                                 | -              | -              | -                 | -                 | 1                 | 1                 | 2                | 0                | 1              | 0              | 4     | 1     |
| 1988-1989             | Algérie               | -                                 | -              | -              | 3                 | 2                 | -                 | -                 | -                | -                | 3              | 0              | 6     | 2     |
| 1989-1990             | Algérie               | CAN 1990                          | 4              | 2              | 3                 | 1                 | -                 | -                 | -                | -                | 1              | 0              | 8     | 3     |
| 1991-1992             | Algérie               | CAN 1992                          | 2              | 0              | -                 | -                 | -                 | -                 | -                | -                | -              | -              | 2     | 0     |
| Total sur la carrière | Total sur la carrière | Total sur la carrière             | 32             | 6              | 18                | 9                 | 10                | 10                | 6                | 1                | 20             | 2              | 86    | 28    |

### Matchs internationaux
| Date       | Lieu          | Compétition | Pays          | Score | Pays              |
| 23-6-1978  | Alger         | Amical      | Algérie       | 2 - 1 | Lausanne          |
| 28-10-1978 | Zambie        | Amical      | Zambie        | 0 - 3 | Algérie           |
| ?-?-1980   | Alger         | Amical      | Algérie       | 0 - 0 | Dynamo Moscou     |
| 9-3-1980   | Nigeria       | CAN 1980    | Algérie       | 0 - 0 | Ghana             |
| 13-3-1980  | Nigeria       | CAN 1980    | Algérie       | 1 - 0 | Maroc             |
| 16-3-1980  | Nigeria       | CAN 1980    | Algérie       | 3 - 2 | Guinée            |
| 19-3-1980  | Nigeria       | CAN 1980    | Algérie       | 2 - 2 | Egypte            |
| 22-3-1980  | Nigeria       | CAN 1980    | Nigeria       | 3 - 0 | Algérie           |
| 31-5-1980  | Sierra Leone  | Q.C.M 1982  | Sierra Leone  | 2 - 2 | Algérie           |
| 13-6-1980  | Oran          | Q.C.M 1982  | Algérie       | 3 - 1 | Sierra Leone      |
| 20-7-1980  | Moscou        | J.O 1980    | Algérie       | 3 - 0 | Syrie             |
| 22-7-1980  | Moscou        | J.O 1980    | Algérie       | 0 - 1 | R.D.Allemagne     |
| 24-7-1980  | Moscou        | J.O 1980    | Algérie       | 1 - 1 | Espagne           |
| 27-7-1980  | Moscou        | J.O 1980    | Algérie       | 0 - 3 | Yougoslavie       |
| 19-11-1980 | Pologne       | Amical      | Pologne       | 5 - 1 | Algérie           |
| 5-12-1980  | Constantine   | Amical      | Algérie       | 4 - 1 | Chine             |
| 12-12-1980 | Constantine   | Q.C.M 1982  | Algérie       | 2 - 0 | Soudan            |
| 10-4-1981  | Oran          | Q.CAN 1982  | Algérie       | 5 - 1 | Mali              |
| 19-4-1981  | Mali          | Q.CAN 1982  | Mali          | 3 - 0 | Algérie           |
| 1-5-1981   | Constantine   | Q.C.M 1982  | Algérie       | 4 - 0 | Niger             |
| 31-5-1981  | Niger         | Q.C.M 1982  | Niger         | 1 - 0 | Algérie           |
| 30-8-1981  | Oran          | Q.CAN 1982  | Algérie       | 7 - 0 | Burkina Faso      |
| 20-9-1981  | Burkina Faso  | Q.CAN 1982  | Burkina Faso  | 1 - 1 | Algérie           |
| 30-10-1981 | Constantine   | Q.C.M 1982  | Algérie       | 2 - 1 | Nigeria           |
| 1-11-1981  | Alger         | Amical      | Algérie       | 1 - 0 | Atlético Mineiro  |
| 9-1-1982   | Alger         | Amical      | Algérie       | 1 - 2 | Bordeaux          |
| 7-2-1982   | Tunisie       | Amical      | Tunisie       | 0 - 1 | Algérie           |
| 11-2-1982  | Espagne       | Amical      | Espagne XI    | 0 - 2 | Algérie           |
| 16-2-1982  | Espagne       | Amical      | Asturies      | 0 - 2 | Algérie           |
| 7-3-1982   | Libye         | CAN 1982    | Algérie       | 1 - 0 | Zambie            |
| 10-3-1982  | Libye         | CAN 1982    | Algérie       | 2 - 1 | Nigeria           |
| 13-3-1982  | Libye         | CAN 1982    | Algérie       | 0 - 0 | Ethiopie          |
| 16-3-1982  | Libye         | CAN 1982    | Algérie       | 2 - 3 | Ghana             |
| 18-3-1982  | Libye         | CAN 1982    | Algérie       | 0 - 2 | Zambie            |
| 15-4-1982  | Alger         | Amical      | Algérie       | 1 - 0 | Benfica Lisbonne  |
| 18-4-1982  | Alger         | Amical      | Algérie       | 1 - 1 | Lille             |
| 25-4-1982  | Alger         | Amical      | Algérie       | 1 - 1 | Pérou             |
| 28-4-1982  | Alger         | Amical      | Algérie       | 2 - 0 | Irlande           |
| 1-5-1982   | Alger         | Amical      | Algérie       | 2 - 1 | Real Madrid       |
| 1-6-1982   | France        | Amical      | Tour          | 4 - 5 | Algérie           |
| 10-6-1982  | Espagne       | Amical      | Real Oviedo   | 0 - 1 | Algérie           |
| 16-6-1982  | Espagne       | C.M 1982    | Algérie       | 2 - 1 | R.F.Allemagne     |
| 21-6-1982  | Espagne       | C.M 1982    | Algérie       | 0 - 2 | Autriche          |
| 24-6-1982  | Espagne       | C.M 1982    | Algérie       | 3 - 2 | Chili             |
| 19-12-1982 | Tunisie       | Amical      | Tunisie       | 0 - 1 | Algérie           |
| 17-1-1983  | Alger         | Amical      | Algérie       | 1 - 1 | Ipswich Town FC   |
| 9-3-1983   | Alger         | Amical      | Algérie       | 3 - 1 | Nottingham Forest |
| 8-4-1983   | Alger         | Q.CAN 1984  | Algérie       | 6 - 2 | Benin             |
| 24-4-1983  | Benin         | Q.CAN 1984  | Benin         | 1 - 1 | Algérie           |
| 28-5-1983  | Ouganda       | Q.J.O 1984  | Ouganda       | 4 - 1 | Algérie           |
| 10-6-1983  | Alger         | Q.J.O 1984  | Algérie       | 3 - 0 | Ouganda           |
| 14-8-1983  | Sénégal       | Q.CAN 1984  | Sénégal       | 1 - 1 | Algérie           |
| 23-8-1983  | Alger         | Amical      | Algérie       | 3 - 0 | Côte d'Ivoire     |
| 28-8-1983  | Alger         | Q.CAN 1984  | Algérie       | 2 - 0 | Sénégal           |
| 14-10-1983 | Libye         | Q.J.O 1984  | Libye         | 2 - 1 | Algérie           |
| 30-11-1983 | Alger         | Amical      | Algérie       | 1 - 2 | Suisse            |
| 6-1-1984   | Alger         | Q.J.O 1984  | Algérie       | 1 - 1 | Egypte            |
| 8-3-1984   | Côte d'Ivoire | CAN 1984    | Algérie       | 2 - 0 | Ghana             |
| 11-3-1984  | Côte d'Ivoire | CAN 1984    | Algérie       | 0 - 0 | Nigeria           |
| 14-3-1984  | Côte d'Ivoire | CAN 1984    | Algérie       | 0 - 0 | Cameroun          |
| 17-3-1984  | Côte d'Ivoire | CAN 1984    | Algérie       | 3 - 1 | Egypte            |
| 10-10-1984 | R.D.Allemagne | Amical      | R.D.Allemagne | 5 - 2 | Algérie           |
| 31-3-1985  | Angola        | Q.C.M 1986  | Angola        | 0 - 0 | Algérie           |
| 19-4-1985  | Alger         | Q.C.M 1986  | Algérie       | 3 - 2 | Angola            |
| 1-5-1985   | Tunisie       | Amical      | Tunisie       | 1 - 0 | Algérie           |
| 13-7-1985  | Alger         | Q.C.M 1986  | Algérie       | 2 - 0 | Zambie            |
| 28-7-1985  | Zambie        | Q.C.M 1986  | Zambie        | 0 - 1 | Algérie           |
| 18-8-1985  | Alger         | Q.CAN 1986  | Algérie       | 3 - 0 | Kenya             |
| 6-10-1985  | Tunisie       | Q.C.M 1986  | Tunisie       | 1 - 4 | Algérie           |
| 18-10-1985 | Alger         | Q.C.M 1986  | Algérie       | 3 - 0 | Tunisie           |
| 11-3-1986  | Egypte        | CAN 1986    | Algérie       | 0 - 0 | Zambie            |
| 14-3-1986  | Egypte        | CAN 1986    | Algérie       | 2 - 3 | Cameroun          |
| 16-4-1986  | Alger         | Amical      | Algérie       | 1 - 1 | Fluminense        |
| 24-4-1986  | Alger         | Amical      | Algérie       | 0 - 0 | Porto FC          |
| 29-4-1986  | Belgique      | Amical      | Beveren KSK   | 0 - 2 | Algérie           |
| 6-5-1986   | Suisse        | Amical      | Suisse        | 2 - 0 | Algérie           |
| 3-6-1986   | Mexique       | C.M 1986    | Algérie       | 1 - 1 | Irelande du Nord  |
| 6-6-1986   | Mexique       | C.M 1986    | Algérie       | 0 - 1 | Brésil            |
| 13-6-1986  | Mexique       | C.M 1986    | Algérie       | 0 - 3 | Espagne           |
| 11-12-1986 | Mascara       | Amical      | Algérie       | 2 - 1 | Côte d'Ivoire     |
| 11-1-1987  | Tunisie       | Q.J.A 1987  | Tunisie       | 0 - 2 | Algérie           |
| 27-3-1987  | Alger         | Q.CAN 1988  | Algérie       | 1 - 0 | Tunisie           |
| 8-6-1987   | Alger         | Amical      | Algérie       | 0 - 1 | Flamengo C.R.     |
| 10-7-1987  | Annaba        | Q.J.O 1988  | Algérie       | 3 - 1 | Soudan            |
| 6-1-1989   | Annaba        | Q.C.M 1990  | Algérie       | 3 - 0 | Zimbabwe          |
| 20-1-1989  | Côte d'Ivoire | Q.C.M 1990  | Côte d'Ivoire | 0 - 0 | Algérie           |
| 4-4-1989   | Alger         | Amical      | Algérie       | 2 - 0 | Tunisie           |
| 25-5-1989  | Maroc         | Amical      | Maroc         | 1 - 0 | Algérie           |
| 31-5-1989  | Suède         | Amical      | Suède         | 2 - 0 | Algérie           |
| 25-6-1989  | Zimbabwe      | Q.C.M 1990  | Zimbabwe      | 1 - 2 | Algérie           |
| 25-8-1989  | Annaba        | Q.C.M 1990  | Algérie       | 1 - 0 | Côte d'Ivoire     |
| 8-10-1989  | Constantine   | Q.C.M 1990  | Algérie       | 0 - 0 | Egypte            |
| 11-11-1989 | Italie        | Amical      | Italie        | 1 - 0 | Algérie           |
| 17-11-1989 | Egypte        | Q.C.M 1990  | Egypte        | 1 - 0 | Algérie           |
| 2-3-1990   | Alger         | CAN 1990    | Algérie       | 5 - 1 | Nigeria           |
| 5-3-1990   | Alger         | CAN 1990    | Algérie       | 3 - 0 | Côte d'Ivoire     |
| 12-3-1990  | Alger         | CAN 1990    | Algérie       | 2 - 1 | Sénégal           |
| 16-3-1990  | Alger         | CAN 1990    | Algérie       | 1 - 0 | Nigeria           |
| 27-9-1991  | Iran          | C.A.A 1991  | Iran          | 2 - 1 | Algérie           |
| 13-10-1991 | Alger         | C.A.A 1991  | Algérie       | 1 - 0 | Iran              |
| 13-1-1992  | Sénégal       | CAN 1992    | Algérie       | 0 - 3 | Côte d'Ivoire     |
| 17-1-1992  | Sénégal       | CAN 1992    | Algérie       | 1 - 1 | Congo             |

### Bilan d'entraîneur
Mis à jour le 15 juillet 2022.
| Algérie   | décembre 1993 | juin 1995    | 9  | 2  | 4  | 3  | 22,22 |
| Al Wakrah | 1998          | 1999         |    | 0  | 3  | 1  | 0     |
| Algérie   | juillet 1999  | octobre 1999 | 0  | 0  | 0  | 0  | 0     |
| Algérie   | juillet 2001  | mai 2002     | 9  | 2  | 3  | 4  | 22,22 |
| Al Rayyan | décembre 2005 | avril 2006   | 15 | 6  | 3  | 6  | 40    |
| Algérie   | octobre 2017  | juin 2018    | 7  | 3  | 0  | 4  | 42,86 |
| Total     | Total         | Total        | 39 | 13 | 13 | 17 | 34,23 |

## Palmarès

### En tant que joueur
| NA Hussein Dey - Championnat d'Algérie : - Vice-champion : 1976 et 1982. - Coupe d'Algérie (1) : - Vainqueur : 1979 - Finaliste : 1977 et 1982. - Coupe d'Afrique des vainqueurs de coupe : - Finaliste : 1978. | FC Porto - Championnat du Portugal (3) : - Champion : 1986, 1988 et 1990. - Coupe du Portugal (2) : - Vainqueur : 1988 et 1991. - Supercoupe du Portugal (2) : - Vainqueur : 1986 et 1990. - Ligue des champions de l'UEFA (1) : - Vainqueur : 1987. - Coupe intercontinentale (1) : - Vainqueur : 1987. | Qatar SC - Championnat du Qatar : - Vice-champion : 1993. |

 Algérie
- Coupe d'Afrique des nations (1) : 
  - Vainqueur : 1990.
  - Finaliste : 1980.
  - 3e place : 1984 .

- Coupe afro-asiatique des nations (1) :
  - Vainqueur : 1991.

- Jeux africains (1) :
  - Vainqueur : 1978.
- Jeux olympiques
  - Quarts de finale : 1980
- Coupe du monde
  - Premier tour : 1982 ، 1986

### Distinctions personnelles
- Sacré Ballon d'or africain en 1987.
- Sacré Ballon d'argent africain en 1985.
- Sacré Ballon de bronze africain en 1990.
- Meilleur joueur de la Coupe intercontinentale 1987[29]
- Premier buteur algérien en Coupe du Monde.
- Meilleur buteur de la Coupe des clubs champions européens 1987-1988 (4 buts).
- Élu 5e meilleur joueur africain du siècle[30]
- Dans le meilleur onze maghrébin de tous les temps.
- Meilleur sportif algérien 1982 selon l'aps.[réf. nécessaire]
- Membre de l'équipe type de la CAN en 1982 et 1990[réf. nécessaire].
- Meilleur joueur de la CAN en 1990[réf. nécessaire].
- Meilleur joueur arabe du XXe siècle selon Al-Ittihad[31]
- Nommé parmi les meilleurs joueurs de football du XXe siècle selon l'IFFHS: 62e position[réf. nécessaire].
- Élu meilleur footballeur algérien du XXe siècle (avec Lakhdar Belloumi) en décembre 2009[réf. nécessaire].
- Remporte le prix Golden Foot (catégorie des Légendes) en 2011[32]
- Prix de la « légende de la CAF »[réf. nécessaire].
- Ordre du mérite de la Fédération Algérienne de Football[33]
- Ambassadeur de bonne volonté de l'Unesco[34].
- Nommé parmi les plus grands joueurs de l'histoire du football par l'IFFHS en 2016[35].
- France Football :Rabah Madjer est classé 6e du Top 30 des meilleurs joueurs africains de l'histoire[36].
- "Sports.fr" et "Football.fr": Rabah Madjer dans le Top 100 des plus grands footballeurs de l'histoire[37],[38]
- FC Porto : Dragão de Ouro Vintage[39],[40]

## Palmarès entraîneur
Al Wakrah
- Championnat du Qatar :
  - Champion : 1999

- Coupe Crown Prince de Qatar
  - Vainqueur : 1999
- Coupe Sheikh Jassem du Qatar :
  - Vainqueur : 1998

 Al Rayyan Club
- Coupe du Qatar
  - Vainqueur : 2006.

### Entraîneur de la sélection africaine
- Vainqueur de la Coupe Méridien - Sélection Afrique 2-1 Sélection Europe 1997 [41]

## Lamadjer: un geste pour la postérité
Article détaillé: Madjer (geste)                   En 1987, lors de la finale de la Coupe des clubs champions, Rabah Madjer inscrit un but qui trompe le joueur numéro 7, en laissant le ballon passer entre ses jambes et en le reprenant d'une talonnade derrière la jambe d'appui. Le joueur algérien a donné son nom à ce geste technique, la madjer.